# 니혼오도리역
니혼오도리역(일본어: 日本大通り駅、にほんおおどおりえき)은 일본 가나가와현 요코하마시 나카구에 위치한 요코하마 고속 철도 미나토미라이 선의 역이다. 역 번호는 MM05이다.
본 역 주변 지구(간나이 지구)는 요코하마 시 도심의 하나인 "요코하마 도심"으로 지정되었다.

## 역 구조
섬식 승강장 1면 2선의 지하역이다. 개찰구 층은 지하 1층, 승강장 층은 지하 3층에 있다. 개찰구는 1곳에만 설치되어 있다. 엘리베이터와 에스컬레이터가 배치되었고 화장실은 대합실 내부에 있는 다기능 화장실도 병설되고 있다. 2012년부터 인근 요코하마 스타디움을 본거지로 하는 프로야구 구단인 요코하마 DeNA 베이스타스의 로고 마크 등이 승강장 및 대합실에 게시되어 2013년부터 발차 멜로디도 요코하마 DeNA의 구단 노래 "열의 별들이여"로 변경되었다.

### 승강장
| 번호 | 노선            | 방향 | 행선                              |
| ---- | --------------- | ---- | --------------------------------- |
| 1    | 미나토미라이 선 | 하행 | 모토마치·주카가이 방면            |
| 2    | 미나토미라이 선 | 상행 | 요코하마・시부야・이케부쿠로 방면 |

## 역 주변
- 국도 제133호선
- JR 네기시 선・요코하마 시 교통국 요코하마 시 교통국 지하철 블루 라인 간나이역 - 도보 10분
- 가나가와 현청사
- 가나가와 현민 홀
- 가나가와 현 경찰 본부
- 요코하마 수상 경찰서
- 요코하마 지방 법원
- 요코하마 지방 검찰청
- 요코하마 세관
- 요코하마 항 우체국
- 요코하마 오타초 우체국
- 나카 구청
- 일본은행 요코하마 지점
- 요코하마 중화가 - 중화가 정문(선린문)까지 도보로 약 5분
- 산업 무역 센터 빌딩
  - 여권 센터
  - 요코하마 산무 홀
- 요코하마 공원
- 요코하마 스타디움
- 요코하마 7th AVENUE (라이브 하우스)
- 요코하마 항 오산바시
- 야마시타 공원(서쪽)
- 야마시타 린코센 프롬나드
- 조우노하라 공원
- 요코하마 아카렌가 창고
- 요코하마 개항자료관
- 요코하마시 개항 기념회관 (잭의 탑)
- 요코하마 정보 문화 센터 - 역 직결
  - 요코하마 유라시아 문화관

## 역사
- 2004년 2월 1일: 요코하마 고속 철도 미나토미라이21 선의 개통과 동시에 영업 개시.
- 2012년 4월 2일: 요코하마 스타디움의 가장 가까운 역인 것부터, 역 구내에 요코하마 DeNA 베이스타스의 나카하타 기요시 감독에 의한 메시지 음성 방송과 구단 로고 등의 장식을 2012년 시즌 종료까지 행함[2].
- 2013년 4월 2일: 요코하마 DeNA 베이스타스의 구단 음악인 "열의 별들이여"가 발차 멜로디에 채용됨.

## 사진

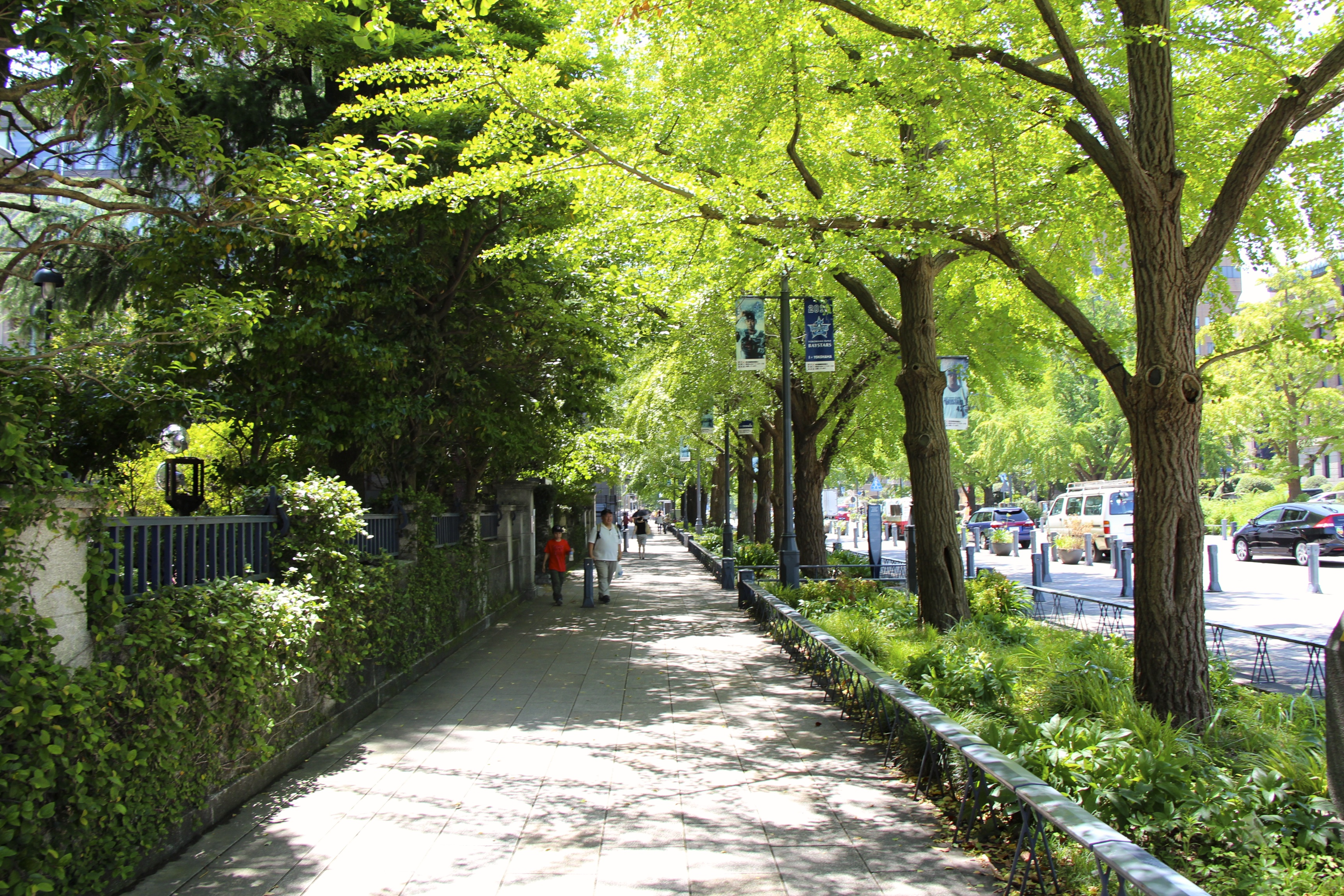
니혼오도리
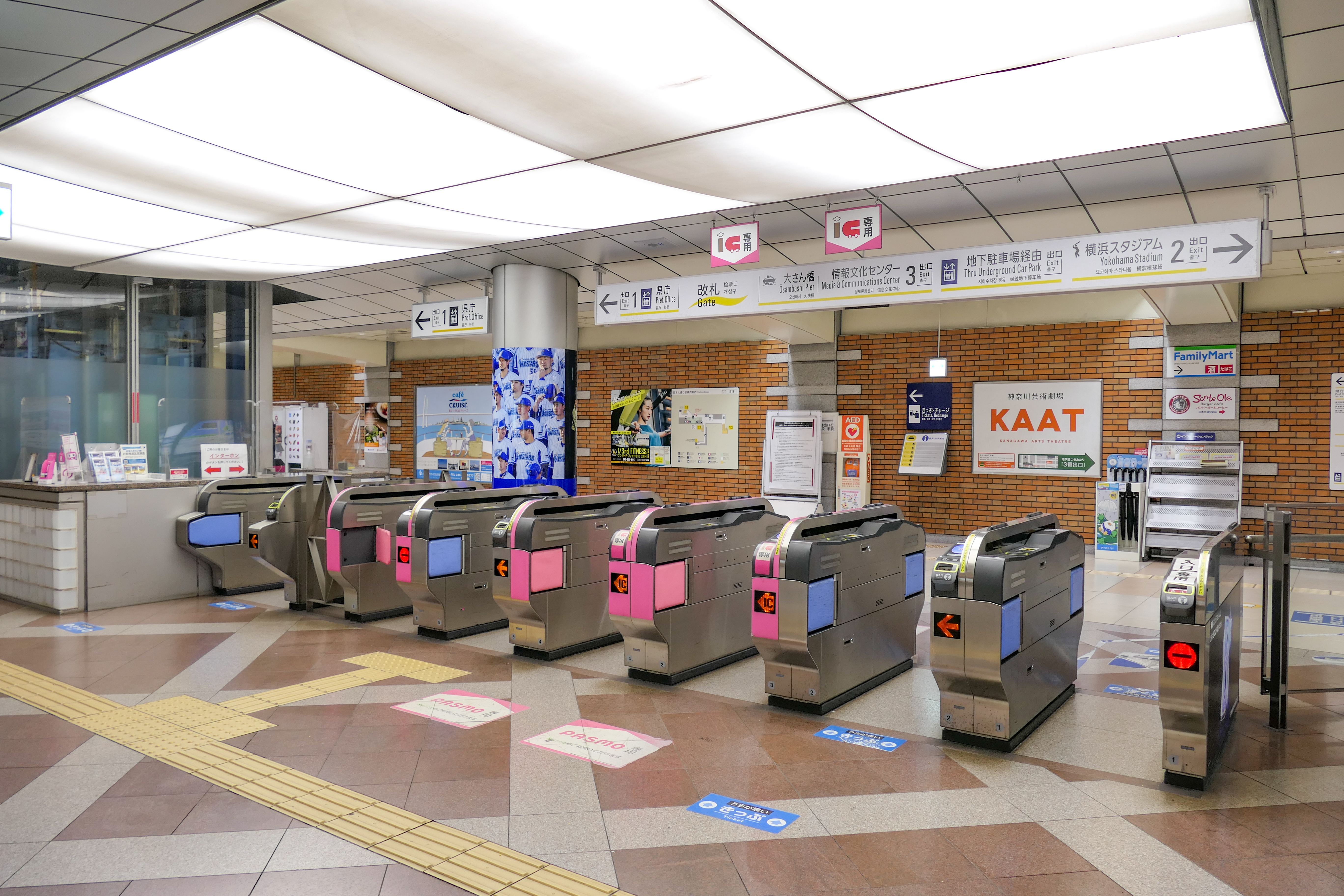
개찰구
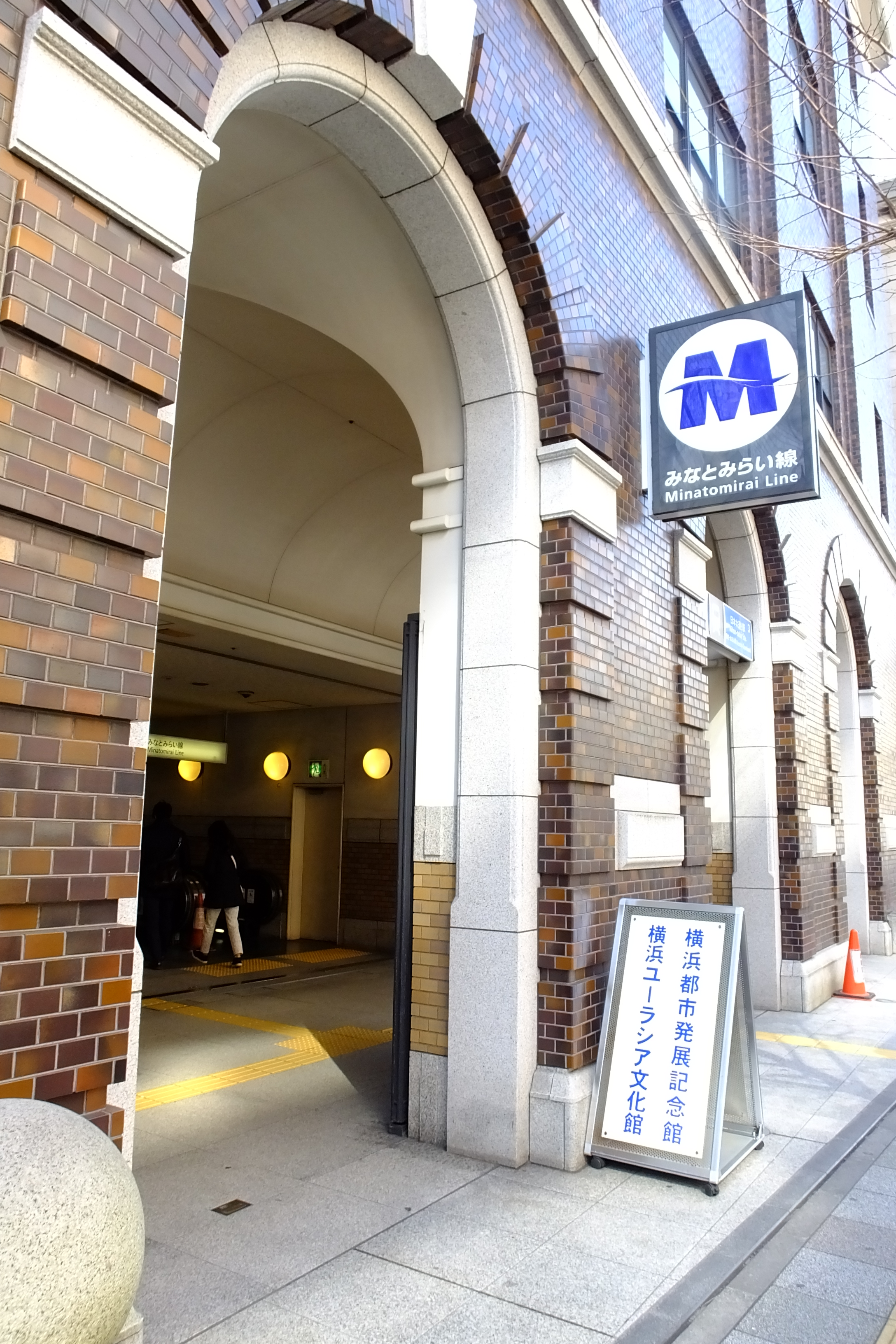
유라시아 문화관 직결 출입구

## 인접역
| 요코하마 고속 철도 미나토미라이 선 | 요코하마 고속 철도 미나토미라이 선 | 요코하마 고속 철도 미나토미라이 선            |
| ---------------------------------- | ---------------------------------- | --------------------------------------------- |
| MM04 바샤미치 요코하마 방면        | □ 통근특급・■ 급행・■ 각역정차     | 모토마치·주카가이 MM06 모토마치·주카가이 방면 |